# مانولو سنترون
مانولو سنترون (بالإسبانية: Manolo Cintrón)‏ مواليد 4 يناير 1963 في بورتوريكو، هو لاعب كرة سلة بورتوريكي سابق. بدأ مسيرته الاحترافية في سنة 1981. لعب مع أتلتيكوس دي سان جرمان في دوري بلاده كما لعب في الدوري المكسيكي لكرة السلة. مثّل منتخب بلاده. اعتزل اللعب في 1991.